# Rolf Wickstrøm
Rolf Wickstrøm (* 9. Dezember 1912 in Oslo; † 10. September 1941 ebenda) war seit Januar 1940 gewerkschaftlicher Hauptvertrauensmann in der Skabo jernbanevognfabrik in Oslo.
Er wurde mittels eines nazistischen kurzen Prozesses zum Tode verurteilt und am 10. September 1941 hingerichtet während des Ausnahmezustands, mit dem die deutsche Besatzungsmacht auf den Milchstreik reagierte. Gleichzeitig mit ihm wurde auch der Rechtsanwalt Harald Viggo Hansteen hingerichtet und beide Leichen wurden versteckt. So konnten ihre Gräber erst nach Ende des Krieges gefunden werden. Hansteen und Wickstrøm wurden später auf dem Vår Frelsers Gravlund beigesetzt. An der Hinrichtungsstätte, der „Østre skytterlags bane“ (ein Schießplatz) bei Årvoll in Oslo, wurde 1948 ein Gedenkstein aus Granit (künstlerisch ausgeführt von Nic. Schiøll) mit einem Bronzerelief errichtet. Der Gedenkstein hat die Inschrift „Viggo Hansteen, Rolf Wickstrøm. De første offer i Norges frihetskamp 1940–45. Skutt av tyskerne 10. september 1941.“ (deutsch: „Viggo Hansteen, Rolf Wickstrøm. Die ersten Opfer in Norwegens Freiheitskampf 1940–45. Erschossen von den Deutschen am 10. September 1941.“).
Rolf Wickstrøm hinterließ seine Frau Signe (1913–1996) und seinen Sohn Tore (1938–?).
An Rolf Wickstrøm erinnert in Oslo auch ein Abschnitt des Ring 3, des großen Straßenringes rund um Oslo, welcher zwischen Tåsenveien und Grefsenveien zum Gedenken den Straßennamen „Rolf Wickstrøms vei“ bekommen hat.